# Афинский фестиваль
 Афинский фестиваль (греч. Φεστιβάλ Αθηνών και Επιδαύρου) — ежегодный фестиваль искусств, который проходит в Афинах и Эпидавре с мая по октябрь. Проводится с 1955 года. Афинский фестиваль считается[кем?] одним из самых известных фестивалей в Греции. Он включает в себя музыкальные, театральные и другие культурные мероприятия.
До 2005 года проводился только в одеоне Герода Аттика в Афинах и в древнем театре в Эпидавре. С 2006 года площадкой фестиваля стало промышленное здание по адресу: Айос-Иоанис-Рендис, улица Пиреос, 260.
С 2019 года художественным руководителем фестиваля является режиссёр Катерина Эвангелату (Κατερίνα Ευαγγελάτου).
Фестиваль организован компанией «Hellenic Festival S.A.». Председатель совета директоров — Йоргос Лаукос.

## Места проведения
- Одеон Герода Аттического
- Афинский концерт-холл «Мегарон»
- «Технополис»
- Пиреос, 260
- «THEATRON», культурный центр «Греческий космос»
- «Bios»
- Музей Бенаки
- «Scholeion Theatre»
- Театр в Эпидавре
- Древний малый театр Эпидавра